# Llangefni
Llangefni es la capital de Anglesey, en Gales, y posee las principales oficinas de gobierno de la Isla de Anglesey. 
De acuerdo con el censo del Reino Unido de 2001, tiene 4.662 habitantes y es la segunda mayor localidad de la isla. El censo también muestra que el 83,8% de la población puede hablar galés de forma fluida, siendo el mayor porcentaje en el grupo de edades de 10 a 14 años, en el cual el 95,2% lo habla.
Es la principal localidad comercial y agrícola en la isla. Es la mayor ciudad de Holyhead y funciona como ciudad portuaria, un tanto distanciada de la naturaleza agrícola, cultural y lingüística del resto de la isla. En el pasado albergaba el mayor mercado de vacuno de la isla.
La ciudad se sitúa en el centro de la isla, junto al río Cefni al que debe su nombre. En ella se encuentra el museo de Oriel Ynys Môn, que detalla la historia de Anglesey y alberga la colección legada de Charles Tunnicliffe. Al oeste de la localidad hay una gran escuela de secundaria: Ysgol Gyfun Llangefni (Instituto de Enseñanza Secundaria de Llangefni). Al norte se localiza una iglesia victoriana, dedicada a San Cyngar de Llangefni, establecida en una localización rivereña boscosa conocida como el Valle Profundo. La iglesia dio el antiguo nombre de la ciudad, Llangyngar.

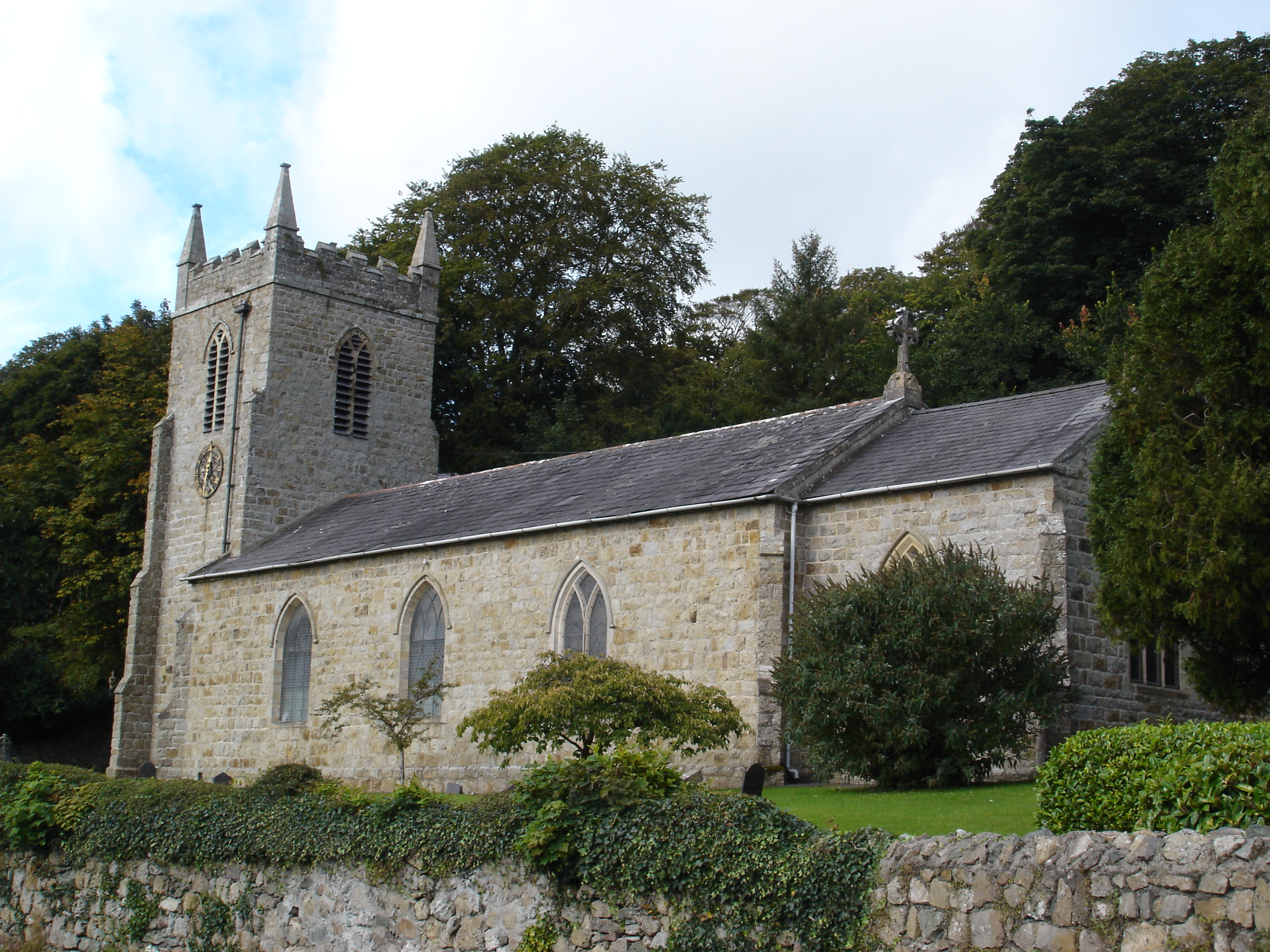
Iglesia de San Cyngar, Llangefni.

Hay una industria relativamente grande, con una manufactura química, un matadero y otros pequeños negocios. La ciudad tenía una estación en la línea del Ferrocarril Central de Anglesey, que se abrió en 1864. Cerró en 1964 con el cese de la línea, aunque los trenes de mercancías siguieron pasando por la ciudad hasta 1993. A pesar de que ya no son usados, los ferrocarriles no se han retirado.
Llangefni albergó el National Eisteddfod en 1957, 1983 y en 1999, cuando dio su nombre al Eisteddfod que tuvo lugar en el cercano pueblo de Llanbedrgoch. También albergó el Urdd Eisteddfod en 1994.
La población también cuenta con una facultad, Coleg Menai (Sitio Llangefni). El agua de la ciudad proviene del lago Cefni, un kilómetro al norte.

## Deporte

### Fútbol
El equipo local de fútbol Llangefni Town ascendió a la Welsh Premier League a finales de la temporada 2006/7, pero descendió tras una única sesión. Llangefni también tiene un equipo de Fútbol Wellmans, que juega los domingos en la Liga Gwynedd del Norte y Anglesey: Primera División I y H de Griffiths.

### Rugby
Llangefni posee un equipo de rugby, el Llangefni RFC, que juega en las ligas WRU. El club ascendió recientemente a la Division 2 West, lo que se ha visto obstaculizado por la decisión de la WRU de volver el club a la liga de Gales Division 4 North.

## Residentes notables

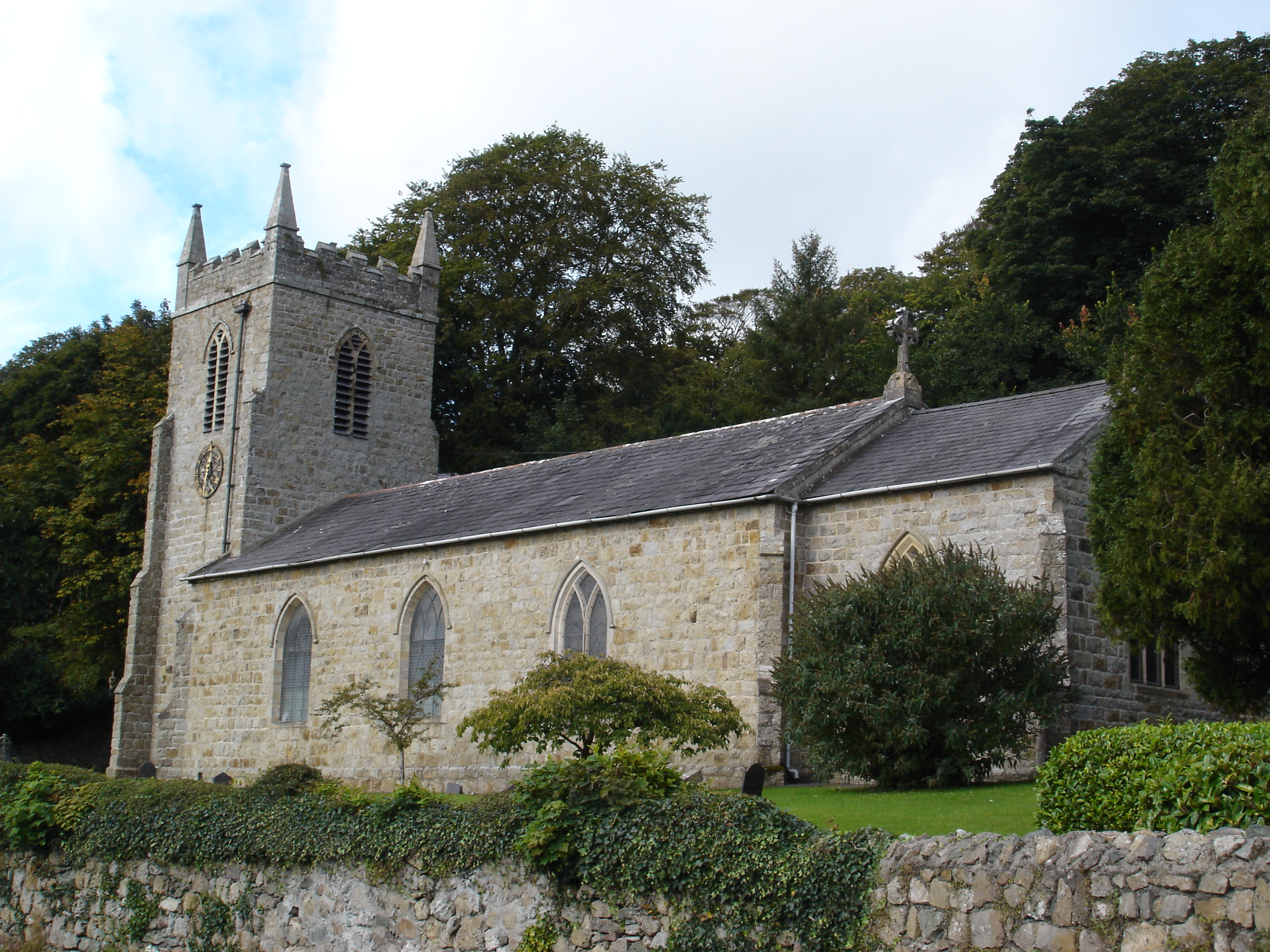
Iglesia de San Cyngar, Llangefni.

- John Elias, predicador, vivió en la ciudad en 1830–41
- Christmas Evans, predicador y constructor de capillas, vivió en la ciudad en 1791–1826
- Hywel Gwynfryn, personaje famoso de televisión y radio, nació en la ciudad en 1942 y estudió en Ysgol Gyfun Llangefni
- Naomi Watts, actriz, vivió en la ciudad desde los 7 hasta los 14 años
- Sir Kyffin Williams, pintor, nació en la ciudad en 1908
- Wayne Hennessey, portero de Wolverhampton Wanderers y Gales